# Al Plunkett
Albert William Plunkett (* 1899; † 19. April 1957) war ein kanadischer Sänger.

## Leben und Wirken
Plunkett trat in das 58. Infanteriebataillon der kanadischen Armee ein und war ab 1916 in Übersee im Einsatz. Nach einer Verwundung ging er als Entertainer zur Truppenbetreuung und wurde von seinem Bruder Mert Plunkett zu seiner 1917 gegründeten Vaudeville-Truppe The Dumbells geholt. Er blieb auch nach Kriegsende bei den Dumbells, wo er in Frack und Zylinder sang, tanzte und in humoristischen Sketchen auftrat. Seine Markenzeichen waren die Titel Those Wild, Wild Women Are Making a Wild Man of Me und I Know Where the Flies Go in Wintertime.
Nach einem Erfolg des Stückes Biff, Bing, Bang am Broadway erhielt er ein Angebot von Al Jolson, das er jedoch ablehnte. Nach der Auflösung der Dumbells 1932 trat Plunkett im Rundfunk und in Nachtclubs in Kanada und den USA auf. Bei His Master’s Voice nahm er Titel wie And Her Mother Came Too und Shall I Have It Bobbed or Shingled? auf. Im Zweiten Weltkrieg diente Plunkett in der Royal Canadian Air Force, nach dem Krieg war er Straßeninspektor im Distrikt Ontario. Schließlich leitete er mit seiner Frau ein Pflegeheim bis zu seinem Tod im April 1957.